# Agdistis sphinx
Agdistis sphinx là một loài bướm đêm thuộc họ Pterophoridae. Loài này có ở Algérie và Maroc.
Sải cánh dài 28–35 mm. Cánh trước có màu xám nhạt.
Ấu trùng ăn các loài Limoniastrum, bao gồm Limoniastrum guyonianum.